# 일부와 전부/Dive
《일부와 전부/Dive》(イチブトゼンブ/DIVE 이치부토 젠부 / 다이브[*])는 일본의 록 밴드 비즈가 발매한 46번째 싱글이자 더블 타이틀 싱글이다. 2009년 8월 5일에 발매됐으며 한국에는 2009년 8월 12일에 발매됐다. 이 싱글은 발매 첫 주 오리콘 차트에서 1위를 차지하며 비즈는 총 42개의 싱글이 차트에서 1위를 차지하게 됐으며, 싱글의 녹음에는 레드 핫 칠리 페퍼스의 채드 스미스와 마스 볼타의 후안 알데레테가 특별 참가했다.
또 25만 장 이상 출하가 인정되어 일본 레코드 협회로부터 플래티넘 인증을 받았다.

## 수록곡
1. 일부와 전부
후지 TV 드라마 《버저 비트》 주제가.
2. DIVE
3. National Holiday

## 차트 순위
| 오리콘 차트 | 순위 | 판매량  | 등장횟수 | 총판매량 |
| ----------- | ---- | ------- | -------- | -------- |
| 일간        | 1    | 64,060  | 14주     | 373,775  |
| 주간        | 1    | 180,600 | 14주     | 373,775  |
| 월간        | 1    | 267,407 | 14주     | 373,775  |
| 연간        | ─    | ─       | 14주     | 373,775  |